# Simona La Mantia
Simona La Mantia (ur. 14 kwietnia 1983 w Palermo) – włoska lekkoatletka specjalizująca się w trójskoku.
Międzynarodową karierę zaczynała w 2001 roku od startu w mistrzostwach Europy juniorów. W kolejnym sezonie uczestniczyła w juniorskim czempionacie globu. Zdobyła srebrny medal młodzieżowych mistrzostw Starego Kontynentu w 2003 w Bydgoszczy. Odpadła w eliminacjach podczas igrzysk olimpijskich w Atenach (2004). Młodzieżowa mistrzyni Europy z 2005 roku. W 2006 nie zaliczyła żadnej próby w eliminacjach podczas mistrzostw Europy, a w 2007 uplasowała się tuż za podium, na czwartym miejscu, uniwersjady. W Barcelonie, w lipcu 2010, została wicemistrzynią Europy. Wygrała halowe mistrzostwa Europy w Paryżu (2011). Reprezentowała Włochy w drużynowych mistrzostwach Europy oraz zdobywała medale mistrzostw kraju. 
Rekordy życiowe w trójskoku: stadion – 14,69 (15 maja 2005, Palermo); hala – 14,45 (5 marca 2004, Budapeszt).

## Osiągnięcia
| Rok  | Impreza                                 | Miejsce        | Lokata            | Wynik |
| ---- | --------------------------------------- | -------------- | ----------------- | ----- |
| 2001 | Mistrzostwa Europy juniorów             | Grosseto       | 10. miejsce       | 13,07 |
| 2002 | Mistrzostwa świata juniorów             | Kingston       | 8. miejsce        | 12,91 |
| 2003 | Młodzieżowe mistrzostwa Europy          | Bydgoszcz      | 2. miejsce        | 14,31 |
| 2003 | Mistrzostwa świata                      | Paryż          | el. – 17. miejsce | 14,05 |
| 2004 | Halowe mistrzostwa świata               | Budapeszt      | 11. miejsce       | 14,14 |
| 2004 | Igrzyska olimpijskie                    | Ateny          | el. – 17. miejsce | 14,39 |
| 2005 | Halowe mistrzostwa Europy               | Madryt         | 8. miejsce        | 14,06 |
| 2005 | Młodzieżowe mistrzostwa Europy          | Erfurt         | 1. miejsce        | 14,43 |
| 2005 | Mistrzostwa świata                      | Helsinki       | el. – 14. miejsce | 14,00 |
| 2006 | Halowe mistrzostwa świata               | Moskwa         | el. – 16. miejsce | 13,61 |
| 2006 | Mistrzostwa Europy                      | Göteborg       | –                 | NM    |
| 2007 | Uniwersjada                             | Bangkok        | 4. miejsce        | 13,87 |
| 2010 | Superliga drużynowych mistrzostw Europy | Bergen         | 5. miejsce        | 14,04 |
| 2010 | Mistrzostwa Europy                      | Barcelona      | 2. miejsce        | 14,56 |
| 2010 | Puchar interkontynentalny               | Split          | 5. miejsce        | 14,12 |
| 2011 | Halowe mistrzostwa Europy               | Paryż          | 1. miejsce        | 14,60 |
| 2011 | Superliga drużynowych mistrzostw Europy | Sztokholm      | 2. miejsce        | 14,29 |
| 2011 | Światowe igrzyska wojska                | Rio de Janeiro | 1. miejsce        | 14,19 |
| 2011 | Mistrzostwa świata                      | Daegu          | el. – 15. miejsce | 14,06 |
| 2012 | Mistrzostwa Europy                      | Helsinki       | 4. miejsce        | 14,25 |
| 2012 | Igrzyska olimpijskie                    | Londyn         | el. – 18. miejsce | 13,92 |
| 2013 | Halowe mistrzostwa Europy               | Göteborg       | 3. miejsce        | 14,26 |
| 2013 | Superliga drużynowych mistrzostw Europy | Gateshead      | 3. miejsce        | 13,99 |
| 2013 | Igrzyska śródziemnomorskie              | Mersin         | 4. miejsce        | 13,97 |
| 2013 | Mistrzostwa świata                      | Moskwa         | el. – 14. miejsce | 13,80 |
| 2015 | Superliga drużynowych mistrzostw Europy | Czeboksary     | 3. miejsce        | 14,22 |
| 2015 | Mistrzostwa świata                      | Pekin          | el. – 14. miejsce | 13,77 |